# Forêts pluviales des basses terres de Bornéo
Localisation
Les forêts pluviales des basses terres de Bornéo forment une écorégion terrestre définie par le Fonds mondial pour la nature (WWF), qui appartient au biome des forêts de feuillus humides tropicales et subtropicales de l'écozone indomalaise. 
Située dans les zones de basse altitude de l'île de Bornéo, la région est l'un des plus riches exemples de forêts pluviales au monde et sa biodiversité rivalise avec celle de la Nouvelle-Guinée et de l'Amazonie. Elle compte  plus de 10 000 espèces végétales, dont 267 espèces de Diptérocarpacées (parmi lesquelles 155 sont endémiques de l'île) et sont connues pour accueillir la plus grande fleur du monde (jusqu'à 1 m de diamètre), Rafflesia arnoldii. Ces forêts abritent notamment l'orang-outan de Bornéo, sévèrement menacé, ainsi que des populations non négligeables de rhinocéros de Sumatra et d'éléphant d'Asie et possèdent une avifaune exceptionnellement riche.
Malheureusement, une part importante de l'écorégion a été récemment convertie en plantations de palmiers à huile ou défrichée à des fins commerciales.